# Cerkev Panny Marie Pomocné
Cerkev Panny Marie Pomocné (ukrajinsky: Церква Покрови Пресвятої Богородиці, rusky: Церковь Покрова Пресвятой Богородицы) je dřevěná pravoslavná cerkev v Kostryně, v Zakarpatské oblasti Ukrajiny, v okrese Užhorod.
Cerkev je památníkem bojkovské dřevěné architektury. 

## Historie
Cerkev byla postavena v roce 1645 v haličské obci Sjanky za Užským průsmykem. V roce 1703 byla obcí Kostryna zakoupena a přenesena do obce. Cerkev je v pořadí již třetí. První byla postavena v roce 1451 a druhá v roce 1602.
V roce 1865 bylo farníky rozhodnuto na místě dřevěné cerkve postavit nový zděný chrám. Byl vypracován projekt, shromážděny finanční prostředky a práce měly být zahájeny po roce 1914. Vypuknutím první světové války finanční prostředky vlivem inflace ztratily svou hodnotu a na nové se nedostávalo. Zděný kostel nebyl nikdy postaven.
Cerkev je od 19. století velmi populární. Byla velmi často fotografována a její fotografie publikovány v časopisech, knihách a brožurách.
U cerkve jsou pozůstatky hřbitova, na kterém jsou pohřbeny významné osobnosti, jako Alexandr Danilovič (kněz v letech 1848–1853), který na své náklady postavil faru, založil ovocný sad a prosazoval progresivní způsoby hospodaření.

## Architektura

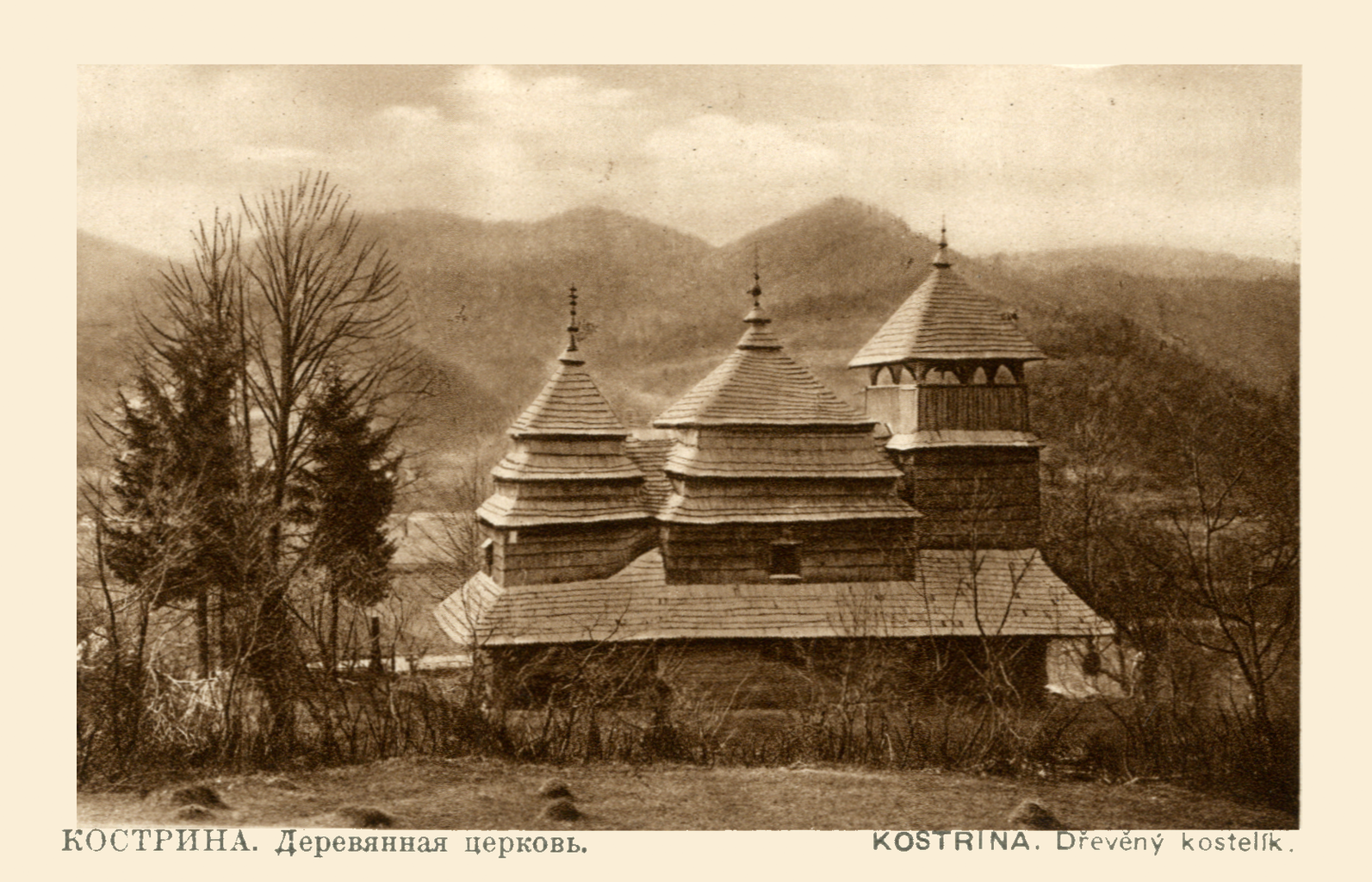

Cerkev je bojkovský typ, roubená stavba tří věžových srubů s dominantní střední části. Stavba je tvořena třemi dřevěnými roubenými sruby, které mají čtvercový půdorys s jehlanovou střechou. Prostřední stavba byla původně dominantní. Na konci 18. století byla přistavěna nad západní srub věž, která převyšuje ostatní sruby. Kostel je 15 m dlouhý a 7 m široký.

### Interiér
V interiéru se dochoval vyřezávaný ikonostas z roku 1645 (někdy se uvádí, že pochází z roku 1596). Ikony jsou namalovány na lipových deskách a překryty lakem z let 1832 a 1894. Bohatě zdobené Evangelium bylo zakoupeno v roce 1871; staré Evangelium pochází z roku 1691.

## Zvony
Zvonová věž je štenýřová, zakončená nízkou jehlanovou střechou, krytou šindelem. Je vysoká 14 m (od základů). Původní zvony byly zabaveny pro vojenské účely během maďarské osvobozenecké války vedené Lajosem Kossuthem v období 1848–1849. Nové zvony byly ulity v roce 1899 ve slévárně László Sándora v obci Mali Gejivci nedaleko Užhorodu.

## Galerie

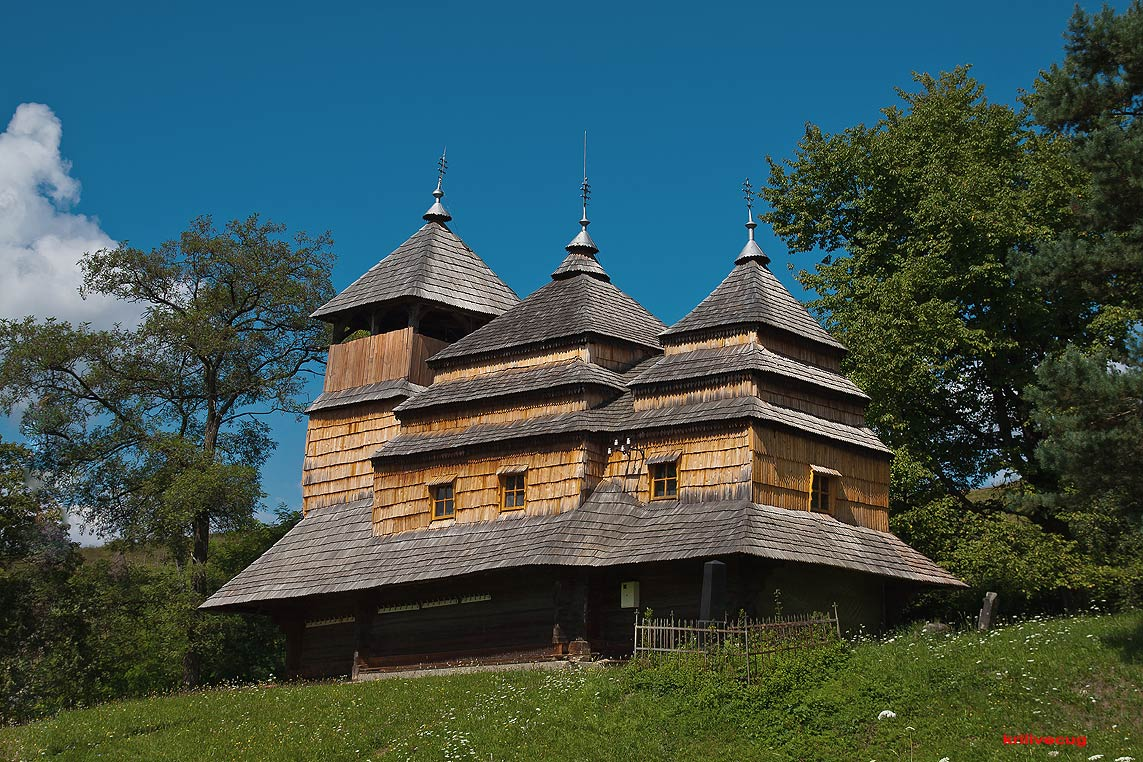
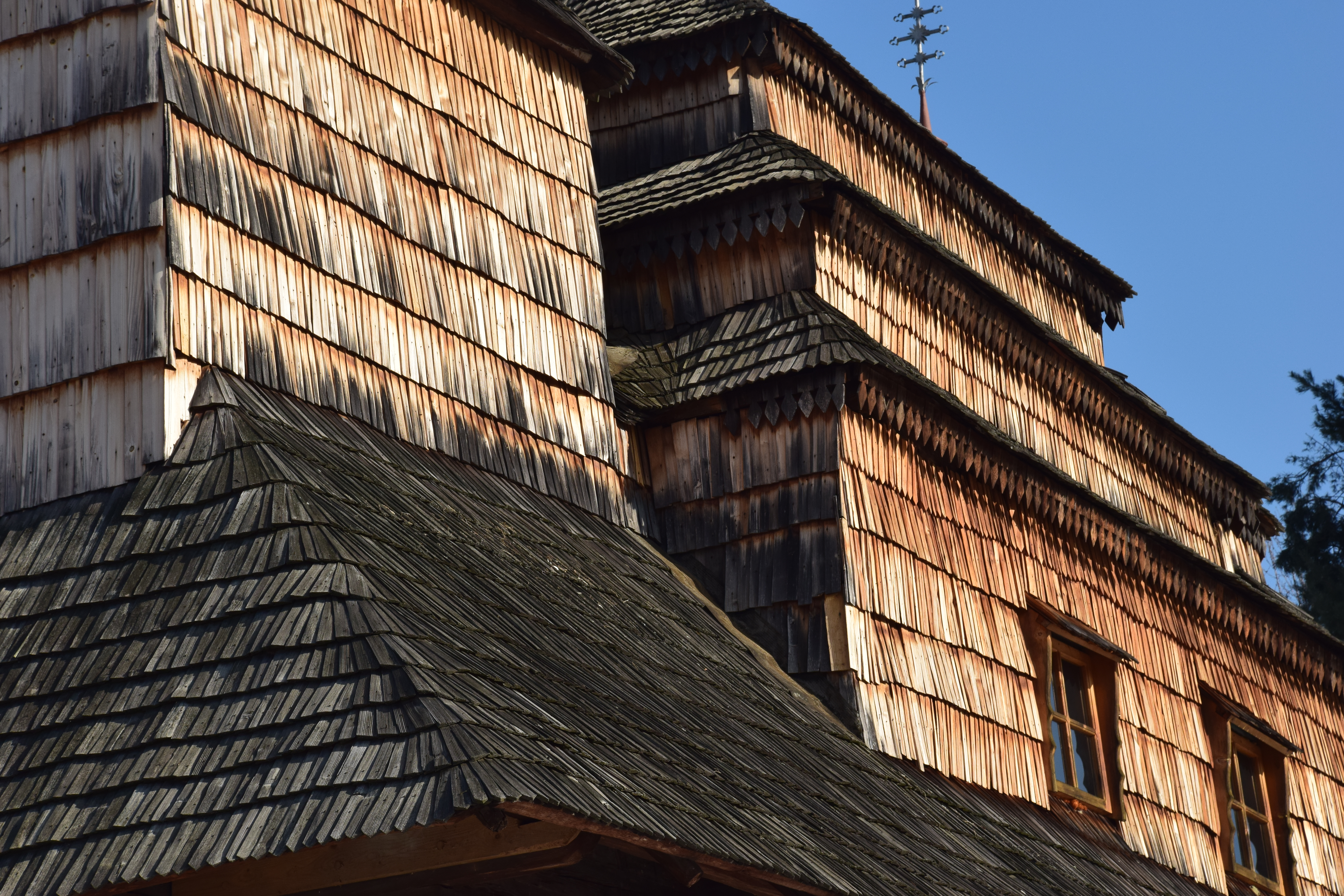
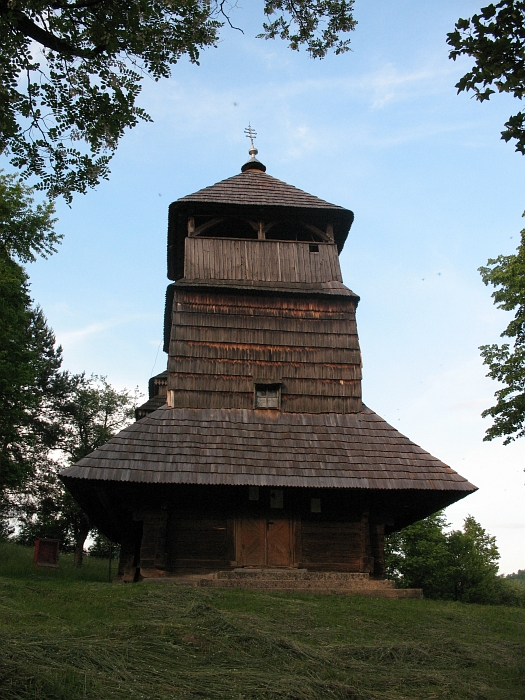
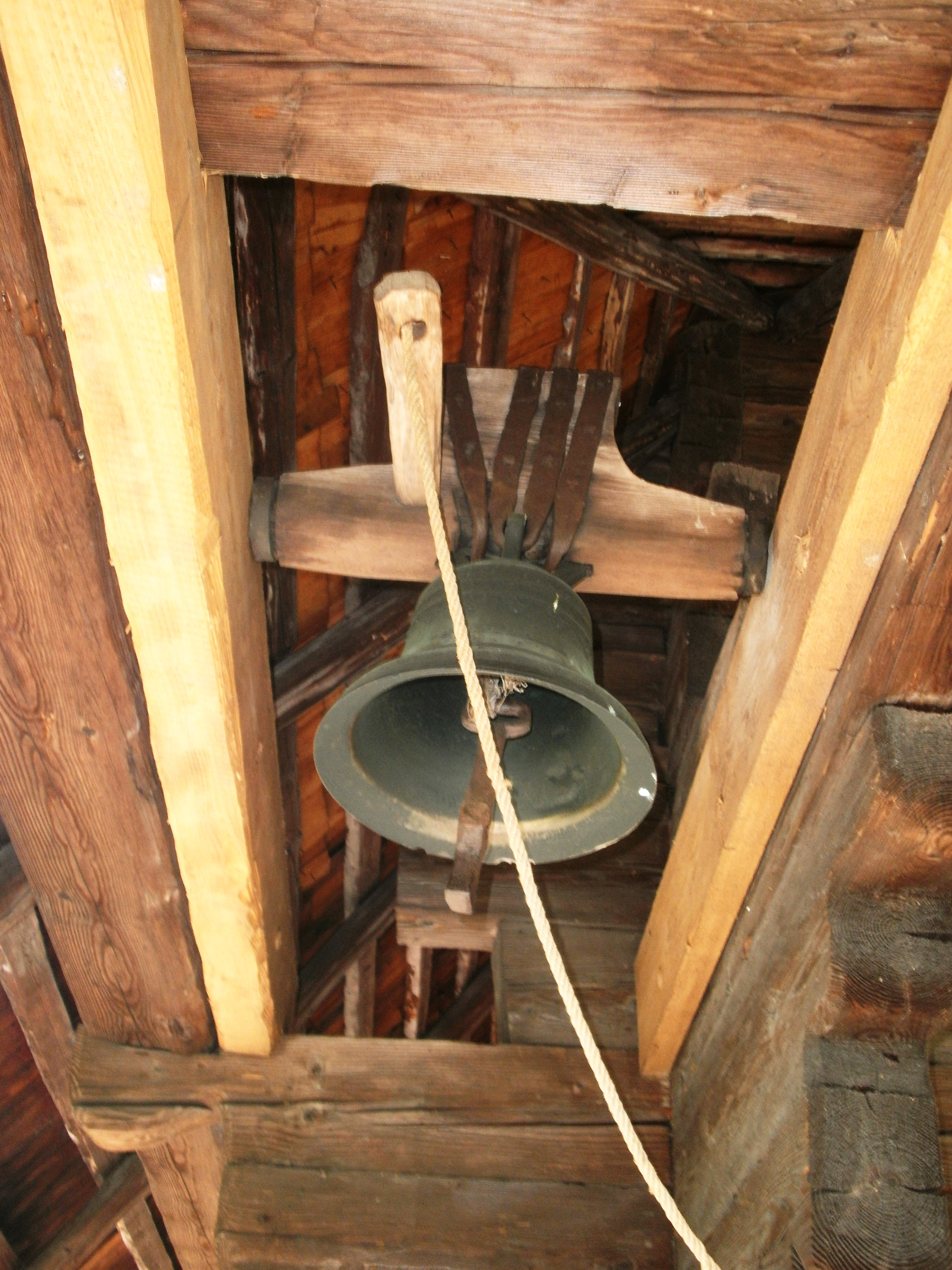